# It's My Life (album Talk Talk)
| Recensione     | Giudizio |
| -------------- | -------- |
| AllMusic       |          |
| Piero Scaruffi |          |

It's My Life è il secondo album dei Talk Talk, pubblicato dalla EMI su 33 giri (catalogo EMC 240002) e musicassetta (TC-EMC 2400024) nel 1984, su Compact Disc (CDP 7 46063 2) nel 1985 e, rimasterizzato (7243 8 56797 2 8, RETALK 101), nel settembre 1997.

## Tracce
Lato A
1. Dum Dum Girl – 3:51 (testo: Mark Hollis – musica: Tim Friese-Greene, Mark Hollis)
2. Such a Shame – 5:42 (Mark Hollis)
3. Renée – 6:22 (Mark Hollis)
4. It's My Life – 3:53 (Tim Friese-Greene, Mark Hollis)

Lato B
1. Tomorrow Started – 5:58 (Mark Hollis)
2. The Last Time – 4:23 (Ian Curnow, Mark Hollis)
3. Call in the Night Boy – 3:47 (Simon Brenner, Lee Harris, Paul Webb, Mark Hollis)
4. Does Caroline Know? – 4:40 (Tim Friese-Greene, Mark Hollis)
5. It's You – 4:41 (Mark Hollis)

## Formazione

### Gruppo
- Mark Hollis - voce, chitarre
- Lee Harris - batteria
- Paul Webb - basso (eccetto in "The Last Time"), cori
- Tim Friese-Greene - tastiere

### Altri musicisti
- Ian Curnow - tastiere
- Phil Ramocon - pianoforte
- Robbie McIntosh - chitarre
- Morris Pert - percussioni
- Henry Lowther - tromba
- Phil Spalding - basso (in "The Last Time", non accreditato)

## Successo commerciale
L'album riscosse molti più consensi del precedente lavoro del gruppo, The Party's Over, raggiungendo la Top 5 in alcuni paesi europei, grazie al successo internazionale dei due singoli estratti: It's My Life e Such a Shame. Tuttavia, nel Regno Unito e negli USA ottenne piazzamenti di minor rilievo.

## Classifiche
| Classifica (1984) | Posizione massima | Settimane in classifica |
| ----------------- | ----------------- | ----------------------- |
| Svizzera          | 2                 | 15                      |
| Paesi Bassi       | 3                 | 64                      |
| Germania          | 4                 | 41                      |
| Italia            | 10                | —                       |
| Nuova Zelanda     | 27                | 17                      |
| Regno Unito       | 35                | 8                       |
| Stati Uniti       | 42                | —                       |
| Svezia            | 49                | 1                       |